# Vitória (Espírito Santo)
Vitória és una ciutat del Brasil, també capital de la regió d'Espírito Santo. Es localitza en una petita illa dintre d'una badia on diversos rius desemboquen al mar. Fundada el 1551, compta amb una població de més de 360 mil habitants (el 2002 n'hi havia prop de 300.000) i una àrea de 93 km². L'altura mitjana de la ciutat és de només 3 metres sobre el nivell del mar. El 1998, les Nacions Unides van qualificar a Vitória com a quarta millor capital per a viure al Brasil, considerant els serveis de salut, educació i els projectes socials per a protecció de l'ambient.
Vitória és el centre de la Gran Àrea Metropolitana de Vitória, que té aproximadament 2 milions d'habitants.

## Història

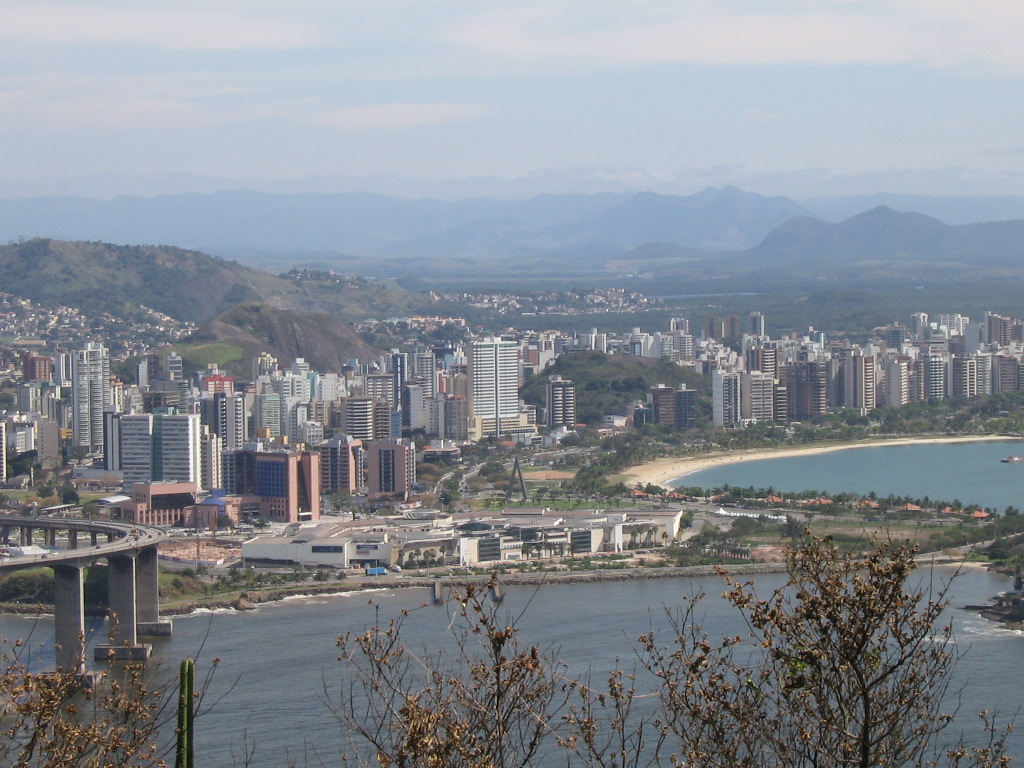
La ciutat de Vitória.

L'illa va ser poblada poc temps després de l'arribada de Vasco Fernandes Coutinho a Vila Velha, lloc al que van arribar primer els colonitzadors. Aviat, aquests colonitzadors van preferir l'illa a la terra ferma a causa dels perills que en ella existien i sobretot als atacs per part de comerciants francesos i holandesos.
Durant la primera meitat del segle xix, Vitória seguia sent solament una vila agrícola amb carrers estrets i mal traçades, això a causa que la capital comercial de la zona en aquell temps era Cachoeiro de Itapemirim, i al fet que gran part dels ingressos del comerç acabaven en Rio de Janeiro. No va ser sinó fins que es va adoptar un govern republicà en 1892 que el governador va decidir modernitzar la capital de l'estat.
En 1892 Muniz Freire va estar en el poder durant 2 períodes de 4 anys. Durant el seu mandat es va pavimentar carrers, es va planejar el creixement de la ciutat i es va contractar un crèdit per 700 milions de francs francesos per a la construcció de la línia de ferrocarril que uneix Vitória amb Cachoeiro de Itapemirim. Muniz Freire intentava canalitzar les exportacions a través de la capital, amb la finalitat de promoure el seu creixement. Para 1894, la ciutat mostrava un gran creixement a causa de l'activitat del port i als alts preus del cafè, el qual era el principal article d'exportació en aquest temps. El 1908, Jerônimo Monteiro és nomenat governador. Aquest continu amb els treballs de desenvolupament urbà. Va ser durant el seu mandat que Vitória va sobrepassar a Cachoeiro de Itapemirim com a centre comercial. Va realitzar projectes com la construcció d'escoles, el parc Moscoso, l'Hospital de la Santa Casa de Misericòrdia, el cementiri Sant Antonio, els arxius públics, la biblioteca estatal i el museu.

## Economia

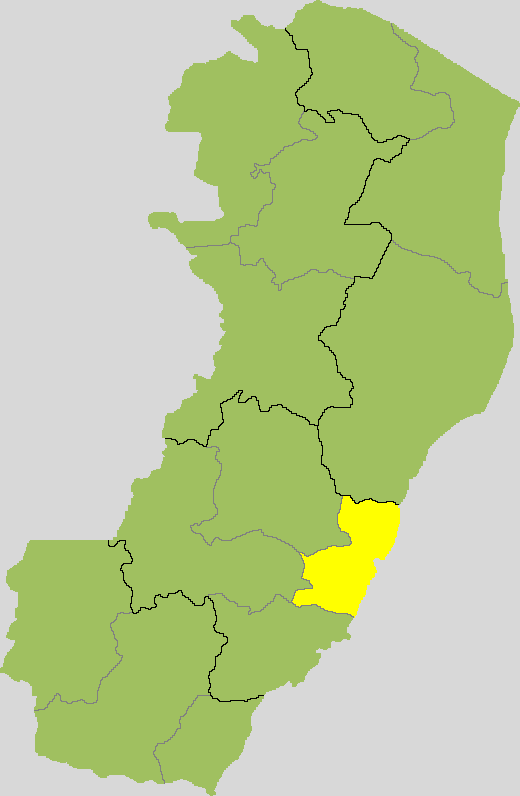
L'àrea metropolitana de Vitória

L'economia de Vitória està basada en la indústria, però també en l'activitat portuària, comptant amb un total de 3 ports, per la qual cosa exerceix un paper fonamental per a la regió en l'exportació de productes locals (agrícoles i industrials).